# ۵۴ (عدد)
۵۴ (عدد)
۵۴(پنجاه و چهار) یک عدد طبیعی است که بعد از ۵۳ و قبل از ۵۵ قرار دارد.